# John Spencer (színművész)
John Spencer (született John Speshock) (New York, 1946. december 20. – Los Angeles, Kalifornia, 2005. december 16.) Primetime Emmy-díjas amerikai színész. Legismertebb alakítása Leo McGarry szerepe volt Az elnök emberei televíziósorozatban.

## Élete
Spencer New Yorkban született és a New Jersey állambeli Totowában nőtt fel, apja ukrán származású, anyja ír származású amerikai állampolgár. Magániskolába járt Manhattanben 16 éves koráig, Liza Minnelli és Pinchas Zukerman voltak az osztálytársai. Később a Fairleigh Dickinson Universityre járt, de nem szerzett diplomát.

### Karrier
Spencer a televíziós karrierjét a Patty Duke Show-ban kezdte meg. Egy detektívet játszott Harrison Ford mellett az 1990-ben bemutatott Ártatlanságra ítélve című thrillerben. Az 1990-es évek elején az L.A. Law-ban játszott, majd egy romantikus vígjátékban, a Forget Paris című 1995-ös filmben. A sziklában FBI-ügynököt alakított. Az elnök emberei című sorozatban egy volt alkoholista elvált személyzeti főnököt játszott 7 évadon keresztül. Spencer volt az első színész, akit beválogattak Az elnök emberei sorozatba.

### Halála
Spencer szívrohamban halt meg Los Angelesben 2005. december 16-án, négy nappal az 59. születésnapja előtt. A West Wing egyik szereplője, Stockard Channing, meglátogatta a kórházban halála napján. Leo McGarry és John Spencer élete sok mindenben megegyezett. Figurája és ő maga is elvált, a sorozatban is eljátszott egy szívrohamot és az életében is alkoholista volt.

## Válogatott filmjei
- WarGames (1983)
- The Protector (1985)
- Hiding Out (1987)
- Ártatlanságra ítélve (1990)
- L.A. Law (1990-1994)
- Wing Commander IV (1994)
- Forget Paris (1995)
- A szikla (1996)
- Cop Land (1997)
- Nincs alku (1998)
- Az elnök emberei (1999-2006)